# Конта, Василе
Василе Конта (рум. Vasile Conta; 15 ноября 1845, Гиндэоани, Нямц — 24 апреля 1882, Бухарест) — румынский философ, писатель и политик армянского происхождения.

## Биография
Василе Конта родился в семье потомственного священника. Образование получил в гимназии в Нямце и затем в академии Михэйлианэ в Яссах, где в 1868 году получил степень бакалавра; в 1862—1864 годах прерывал обучение, присоединившись к труппе молдавского странствующего театра, во время работы с которым написал пьесу. 
С 1868 года преподавал философию в академии Михэйлианэ, в том же году перейдя преподавать на юридический факультет. В октябре 1869 года получил от «Pogor-Fătu» (общества, содействовавшего получению талантливыми молодыми румынами высшего образования за границей) стипендию на обучение в Антверпенском университете в Бельгии, где изучал коммерцию и который окончил в 1871 году. Получив степень, остался в том же университете изучать право, сумев получить докторскую степень по нему всего за один год. По возвращении на родину открыл частную адвокатскую практику, а с 1873 года в звании профессора возглавил кафедру гражданского права в Ясском университете. В 1879 году был избран депутатом парламента. С 20 октября 1880 по 10 апреля 1881 года занимал пост министра образования и религии (несмотря на критическое к ней отношение). Вышел в отставку по состоянию здоровья, получив место в кассационном суде. 
Василе Конта умер от туберкулёза, незадолго до смерти вернувшись на родину из поездки в Италию.
Со второй половины 1870-х годов Конта интересовался философией (придерживался материалистических взглядов), написал ряд философских трудов, в которых пытался с точки зрения диалектики анализировать социальные науки и подвергал критике идеализм и религию. Был известен своим неприязненным отношениям к евреям и в некоторых источниках даже называется первым идеологом румынского антисемитизма. Наиболее известные работы: «Incercari de metafizica», «Teoria ondulatiunii universale», «Origina speciilor» и другие. Некоторые его сочинения были переведены на французский язык.